# عبد الله بن علي المطلق
الفريق عبد الله بن علي المطلق (توفي في 5 ربيع الآخر 1436 / 25 يناير 2015) عسكري وضابط سعودي؛ كان يرأس قيادة قوات أمن الجامعة العربية التي تشكلت إثر الأزمة العراقية الكويتية (1961)، وتمت ترقيته بعد انتهاء مهمته وعودته إلى المملكة إلى رتبة فريق وتعيينه رئيساً لهيئة الأركان العامة للقوات المسلحة السعودية خلفا للفريق إبراهيم الطاسان.